# Школа № 23 (Мелітополь)
Мелітопольська спеціалізована школа № 23 – навчальний заклад у місті Мелітополь Запорізької області.

## Історія
Роком створення школи вважається 1907, хоча перші офіційні документи у шкільному архіві датовані лише 1924 роком. На початку XX століття тут навчалися діти залізничників Мелітополя та найближчих станцій. Учні «залізничного реального училища» з 2-річною освітою перебували на повному державному забезпеченні – жили в інтернаті, отримували форму та спецхарчування. Пізніше на базі училища було створено 7-річну школу № 90. У 1934 році вона була перетворена на 10-річну школу № 70.
З 1974 року у школі поглиблено вивчається англійська мова.
2003 року директором школи стала Наталія Боганець. 
У 2007 році школа, однією з останніх у місті, отримала комп'ютерний клас. А в 2008 році вчитель української мови Наталія Кідалова перемогла на конкурсі есе від кампанії «Самсунг» та виграла для школи другий комп'ютерний клас.
У 2015 році школа виграла конкурс, організований благодійним фондом братів Кличків, і отримала в подарунок новий спортивний майданчик.
У 2018 році повністю було змінено зовнішній вигляд школи, за підтримки міської влади було проведено капітальний ремонт.

## Позакласна робота. Досягнення
З 2007 року при школі працює дитяча козацька організація «Соснова січ». 2011 року учні школи стали переможцями перших Всеукраїнських зборів молодіжних козацьких організацій.
Шкільна команда КВК «Два плюс три» успішно виступала в Лізі КВК Мелітополя.
Школа досягає найкращих у місті результатів на міських та обласних олімпіадах школярів з англійської та української мов, а також успішно виступає на олімпіадах з географії, біології та російської мови.
Школа щорічно видає кілька десятків грошових премій учням, які досягли кращих успіхів у навчанні.

## Відомі випускники
На будівлі школи встановлено меморіальні дошки на честь Валерія Передерія, радянського вояка, який загинув в Афганській війні, та Михайла Дьякова, українського військового льотчика, який загинув в АТО.

## Галерея
|              |
| Вхід в школу |

|                |
| Футбольне поле |

|                      |
| Спортивний майданчик |

|               |
| У дворі школи |